# The Fountain (Echo & the Bunnymen)
The Fountain è l'undicesimo album discografico in studio del gruppo musicale rock britannico Echo & the Bunnymen, pubblicato nel 2009.

## Tracce
1. Think I Need It Too – 3:41
2. Forgotten Fields – 3:46
3. Do You Know Who I Am? – 2:52
4. Shroud of Turin – 4:10
5. Life of a Thousand Crimes – 3:22
6. The Fountain – 4:01
7. Everlasting Neverendless – 3:08
8. Proxy – 3:15
9. Drivetime – 4:11
10. The Idolness of Gods – 4:26